# Campeonato Panamericano de Balonmano Masculino Junior de 2015
El XI Campeonato Panamericano de Balonmano Masculino Junior de 2015 se disputó entre el 24 y el 28 de marzo de 2015  en Foz do Iguaçú, en el estado de Paraná, Brasil. y es organizado por la Federación Panamericana de Balonmano Este campeonato entregó cinco plazas para el Campeonato Mundial de Balonmano Masculino Junior de 2015

## Grupo Único
| Equipo    | PTS | J | G | E | P | GF  | GC  | DG   |
| --------- | --- | - | - | - | - | --- | --- | ---- |
| Brasil    | 10  | 5 | 5 | 0 | 0 | 191 | 94  | +97  |
| Argentina | 8   | 5 | 4 | 0 | 1 | 169 | 97  | +72  |
| Chile     | 4   | 5 | 2 | 0 | 2 | 131 | 108 | +23  |
| Uruguay   | 4   | 4 | 2 | 0 | 2 | 110 | 117 | -7   |
| Paraguay  | 0   | 4 | 0 | 0 | 4 | 113 | 164 | -51  |
| Perú      | 0   | 4 | 0 | 0 | 4 | 69  | 203 | -134 |

### Resultados
| Fecha      | Hora  | Partido³  | Partido³ | Partido³  | Resultado |
| ---------- | ----- | --------- | -------- | --------- | --------- |
| 24.03.2015 | 14:00 | Chile     | -        | Paraguay  | 33-25     |
| 24.03.2015 | 16:30 | Argentina | -        | Uruguay   | 31-16     |
| 24.03.2015 | 19:00 | Brasil    | -        | Perú      | 48-09     |
| 25.03.2015 | 14:00 | Paraguay  | -        | Argentina | 15-37     |
| 25.03.2015 | 16:00 | Perú      | -        | Chile     | 08-41     |
| 25.03.2015 | 18:00 | Uruguay   | -        | Brasil    | 21-37     |
| 26.03.2015 | 15:00 | Argentina | -        | Perú      | 46-12     |
| 26.03.2015 | 17:00 | Uruguay   | -        | Paraguay  | 25-20     |
| 26.03.2015 | 19:00 | Chile     | -        | Brasil    | 21-30     |
| 27.03.2015 | 15:00 | Uruguay   | -        | Perú      | 35-13     |
| 27.03.2015 | 17:00 | Chile     | -        | Argentina | 20-32     |
| 27.03.2015 | 19:00 | Paraguay  | -        | Brasil    | 20-42     |
| 28.03.2015 | 15:00 | Paraguay  | -        | Perú      | 33-27     |
| 28.03.2015 | 17:00 | Chile     | -        | Uruguay   | 16-13     |
| 28.03.2015 | 19:00 | Argentina | -        | Brasil    | 23-34     |

| Brasil           |
| Campeón          |
| Brasil 5° título |

### Clasificación general
| Brasil      |
| Argentina   |
| Chile       |
| 4. Uruguay  |
| 5. Paraguay |
| 6. Perú     |

## Clasificados al Mundial 2015
| Bandera de Brasil | Bandera de Argentina | Bandera de Chile | Bandera de Uruguay | Bandera de Paraguay |
| Brasil            | Argentina            | Chile            | Uruguay            | Paraguay            |
| ----------------- | -------------------- | ---------------- | ------------------ | ------------------- |